# Абало, Люк
Люк Абало́ (фр. Luc Abalo; род. 6 сентября 1984, Иври-сюр-Сен) — французский гандболист, трёхкратный олимпийский чемпион 2008, 2012 и 2020 годов, трёхкратный чемпион мира, трёхкратный чемпион Европы, победитель гандбольной Лиги чемпионов 2008/09.

## Карьера игрока
Карьеру игрока Люк Абало начал в родном городе за команду «Иври», вместе с которой стал чемпионом Франции в сезоне 2006/07. По окончании летних Олимпийских игр 2008 года Абало переехал в Испанию в «Сьюдад-Реаль», где уже играл партнёр Люка по сборной Дидье Динар. Также перед началом сезона 2008/09 в стан Реала из Барселоны переехал ещё один француз Жером Фернандес. В первый же сезон Сьюдад Реал выиграл чемпионат Испании и стал победителем Лиги чемпионов ЕГФ, забив в двух финальных матчах в ворота немецкого «Киля» 12 мячей. В следующем сезоне Абало вновь стал чемпионом Испании, а также бронзовым призёром Лиги чемпионов.
Летом 2011 года «Сьюдад-Реаль» из-за финансовых проблем прекратил своё существование и Абало вместе со всей командой переезжает в Мадрид в «Атлетико». В дебютном сезоне Абало в составе Атлетико дошёл до финала Лиги чемпионов, где мадридцы уступили немецкому «Килю» 21:26.
Летом 2012 года Абало принял решение вернуться во Францию и вместе со своим партнёром по Атлетико Дидье Динаром перешёл в «Пари Сен-Жермен».

## Карьера в сборной
В национальной сборной Франции Люк Абало дебютировал 25 июня 2005 года в рамках гандбольного турнира на Средиземноморских играх в поединке со сборной Туниса.
В 2008 году сборная Франции впервые в своей истории завоевала золото Олимпийских игр. На турнире Абало провёл все 8 матчей, в которых смог набрать 29 очков. В 2009 и 2011 годах Абало в составе сборной Франции дважды подряд стал чемпионом мира.
В 2012 году Люк Абало в составе сборной Франции принял участие в своих вторых Олимпийских играх. Французская сборная смогла защитить свой титул, добытый четыре года назад в Пекине, а Абало забил 23 мяча. В январе 2013 года Абало в составе сборной Франции принял участие в чемпионате мира в Испании. Однако повторить успех последних двух чемпионатов французы не смогли. В четвертьфинале турнира сборная Франции уступила более молодой и быстрой сборной Хорватии 22:30 и заняла на турнире 6-е место.
Трижды в своей карьере Абало становился чемпионом Европы (2006, 2010 и 2014 годы).
Всего в составе сборной Франции Абало в 2005—2021 годах провёл 289 матчей и забил 859 мячей (3,00 в среднем). Занимает седьмое место по голам в истории сборной Франции.

## Достижения

### Сосборной Франции
- Чемпион летних Олимпийских игр: 2008, 2012, 2020.
- Чемпион мира: 2009, 2011, 2015, 2017.
- Чемпион Европы: 2006, 2010, 2014.
- Бронзовый призёр чемпионатов Европы: 2008, 2018
- Серебряный призёр летних Олимпийских игр: 2016
- Бронзовый призёр чемпионата мира: 2019

### В клубной карьере
- Победитель Лиги чемпионов ЕГФ: 2008/09.
- Чемпион Франции: 2006/07, 2012/13, 2014/15.
- Обладатель кубка Франции: 2013/14, 2014/15.
- Чемпион Испании: 2008/09, 2009/10.
- Обладатель кубка Испании: 2010/11.

## Награды
- Кавалер ордена «Почётного легиона» (14 ноября 2008 года)[5].
- Офицер ордена «За заслуги» (31 декабря 2012 года)[6].